# Shing-Tung Yau
Shing-Tung Yau nasceu em Shantou em 1949, mudou-se para Hong Kong Britânica ainda jovem e, em seguida, mudou-se para os Estados Unidos em 1969. Ele foi agraciado com a Medalha Fields em 1982, em reconhecimento a suas contribuições para equações diferenciais parciais, a conjectura de Calabi, o teorema da energia positiva e a equação de Monge–Ampère. Yau é considerado um dos principais contribuidores para o desenvolvimento da geometria diferencial e da análise geométrica modernas.
O impacto do trabalho de Yau também pode ser visto nos campos matemáticos e físicos da geometria convexa, geometria algébrica, geometria enumerativa, simetria de espelho, relatividade geral e teoria das cordas, enquanto seu trabalho também tocou em matemática aplicada, engenharia e análise numérica.

## Biografia
Yau nasceu em Shantou, Guangdong, República da China, em 1949, filho de pais Hakka.[YN19] Sua cidade ancestral é Condado de Jiaoling, China.[YN19] Sua mãe, Yeuk Lam Leung, era de Distrito de Meixian, China; seu pai, Chen Ying Chiu (chinês tradicional: 丘鎭英), foi um estudioso da República da China do Kuomintang em filosofia, história, literatura e economia.[YN19] Ele foi o quinto de oito filhos.
Durante a tomada de poder comunista na China continental, quando ele tinha apenas alguns meses de idade, sua família mudou-se para a Hong Kong Britânica, onde ele recebeu instrução (exceto as aulas de inglês) inteiramente em Língua cantonesa em vez do dialeto Hakka de seus pais.[YN19] Ele só pôde revisitar a China em 1979, a convite de Hua Luogeng, quando o continente entrou na era de reforma e abertura da China.[YN19] Eles moraram em Yuen Long a princípio e depois se mudaram para Shatin em 1954.[YN19] Tiveram dificuldades financeiras por terem perdido todos os bens, e seu pai e sua segunda irmã mais velha faleceram quando ele tinha treze anos.[YN19] Yau começou a ler e apreciar os livros do pai e tornou-se mais dedicado aos estudos. Após se formar na Pui Ching Middle School, estudou matemática na Chinese University of Hong Kong de 1966 a 1969, sem concluir um diploma formal devido à graduação antecipada.[YN19] Ele deixou seus livros com seu irmão mais novo, Stephen Shing-Toung Yau, que então decidiu também se especializar em matemática.
No outono de 1969, Yau ingressou no programa de doutorado em matemática na University of California, Berkeley. Durante as férias de inverno, ele leu os primeiros números do Journal of Differential Geometry, sentindo-se profundamente inspirado pelos artigos de John Milnor sobre teoria geométrica de grupos.[YN19] Subsequentemente, formulou uma generalização do teorema de Preissman e desenvolveu mais suas ideias com Blaine Lawson no semestre seguinte. Usando esse trabalho, obteve seu Ph.D. no ano seguinte, em 1971, sob a supervisão de Shiing-Shen Chern.
Ele passou um ano como membro do Institute for Advanced Study em Princeton, antes de ingressar na Stony Brook University em 1972 como professor assistente. Em 1974, tornou-se professor associado na Universidade Stanford. Em 1976, assumiu um cargo de professor visitante na UCLA e casou-se com a física Yu-Yun Kuo, que conhecera em seus tempos de estudante em Berkeley. Em 1979, voltou ao Institute for Advanced Study e se tornou professor lá em 1980. Em 1984, assumiu uma cátedra na University of California, San Diego. Em 1987, mudou-se para a Harvard University. Em abril de 2022, Yau aposentou-se em Harvard, onde ocupava o cargo de William Caspar Graustein Professor of Mathematics Emeritus. No mesmo ano, transferiu-se para a Universidade Tsinghua como professor de matemática.
Segundo a autobiografia de Yau, ele tornou-se “apátrida” em 1978, após o Consulado Britânico revogar sua residência em Hong Kong devido a seu status de residência permanente nos Estados Unidos.  A respeito de seu status quando recebeu a Medalha Fields em 1982, Yau afirmou: “Tenho orgulho de dizer que, quando me concederam a Medalha Fields em matemática, eu não tinha passaporte de nenhum país e certamente deveria ser considerado chinês.” Yau permaneceu “apátrida” até 1990, quando obteve a cidadania norte-americana.
Juntamente com o jornalista de ciência Steve Nadis, Yau escreveu um relato não técnico sobre variedade de Calabi–Yau e teoria das cordas,[YN10] uma história do departamento de matemática de Harvard,[NY13] uma exposição em defesa da construção do Circular Electron Positron Collider na China,[NY15] uma autobiografia,[YN19] e um livro sobre a relação da geometria com a física.[NY24]

## Atividades acadêmicas
Yau fez grandes contribuições para o desenvolvimento da geometria diferencial e da análise geométrica modernas. Nas palavras de William Thurston em 1981:

Raramente tivemos a oportunidade de testemunhar o espetáculo do trabalho de um matemático afetando, em um curto espaço de anos, a direção de áreas inteiras de pesquisa. No campo da geometria, um dos exemplos mais notáveis de tal ocorrência durante a última década é dado pelas contribuições de Shing-Tung Yau.
Seus resultados mais amplamente reconhecidos incluem a resolução (com Shiu-Yuen Cheng) do problema de valor de fronteira para a equação de Monge-Ampère, o teorema da massa positiva na análise matemática da relatividade geral (alcançado com Richard Schoen), a resolução da conjectura de Calabi, a teoria topológica de superfícies mínimas (com William Meeks), o teorema Donaldson-Uhlenbeck-Yau (feito em conjunto com Karen Uhlenbeck), além das estimativas do tipo Cheng–Yau e Li–Yau para equações diferenciais parciais (descobertas com Shiu-Yuen Cheng e Peter Li). Muitos resultados de Yau (e de outros autores) foram consolidados em livros técnicos coassinados com Schoen.[SY94][SY97]
Além de sua pesquisa, Yau fundou e dirige vários institutos de matemática, principalmente na China. John Coates observou que “nenhum outro matemático de nossos tempos chegou perto” do sucesso de Yau em captar recursos para atividades matemáticas na China continental e em Hong Kong. Durante um ano sabático na National Tsinghua University, em Taiwan, Yau foi convidado por Charles Kao para criar um instituto de matemática na Chinese University of Hong Kong. Após alguns anos de esforços de captação de recursos, Yau estabeleceu o interdisciplinar Institute of Mathematical Sciences em 1993, tendo seu colaborador frequente Shiu-Yuen Cheng como diretor associado. Em 1995, Yau auxiliou Yongxiang Lu a obter apoio financeiro do Morningside Group de Ronnie Chan e Gerald Chan para o novo Morningside Center of Mathematics na Chinese Academy of Sciences. Yau também se envolveu com o Center of Mathematical Sciences na Universidade de Zhejiang, na Universidade Tsinghua, na National Taiwan University, e em Sanya. Mais recentemente, em 2014, Yau captou recursos para criar o Center of Mathematical Sciences and Applications (do qual ele é diretor), o Center for Green Buildings and Cities e o Center for Immunological Research, todos na Harvard University.
Inspirado em uma conferência de física organizada por Tsung-Dao Lee e Chen-Ning Yang, Yau propôs o International Congress of Chinese Mathematicians, realizado a cada três anos. O primeiro congresso ocorreu no Morningside Center de 12 a 18 de dezembro de 1998. Ele coorganiza as conferências anuais “Journal of Differential Geometry” e “Current Developments in Mathematics”. Yau é editor-chefe do Journal of Differential Geometry, da Asian Journal of Mathematics, e de Advances in Theoretical and Mathematical Physics. Em 2021, ele já havia orientado mais de setenta estudantes de doutorado.
Em Hong Kong, com o apoio de Ronnie Chan, Yau criou o Hang Lung Award para estudantes de ensino médio. Ele também organizou e participou de encontros com estudantes de nível médio e universitário, como as mesas-redondas Why Math? Ask Masters! em Hangzhou, julho de 2004, e The Wonder of Mathematics em Hong Kong, dezembro de 2004. Yau também co-iniciou uma série de livros de popularização de matemática intitulada “Mathematics and Mathematical People”.
Em 2002 e 2003, Grigori Perelman postou preprints no arXiv alegando ter provado a conjectura de geometrização de Thurston e, como caso especial, a famosa conjectura de Poincaré. Embora seu trabalho incluísse muitas ideias e resultados originais, as provas careciam de detalhes em diversos argumentos técnicos. Ao longo dos anos seguintes, vários matemáticos se dedicaram a preencher detalhes e fornecer exposições do trabalho de Perelman para a comunidade matemática. Um conhecido artigo de agosto de 2006 na revista New Yorker, escrito por Sylvia Nasar e David Gruber, trouxe a público algumas disputas profissionais envolvendo Yau.
- Alexander Givental alegou que Bong Lian, Kefeng Liu e Yau teriam assumido, de modo ilegítimo, o crédito por resolver uma conjectura conhecida no campo da simetria de espelho. Embora seja indiscutível que o artigo de Lian–Liu–Yau tenha saído após o de Givental, eles afirmam que o trabalho dele continha lacunas que só foram preenchidas após o desenvolvimento em sua própria publicação; Givental diz que seu texto original já estava completo. Nasar e Gruber citam um matemático anônimo apoiando a posição de Givental.[29]
- Na década de 1980, o colega de Yau, Yum-Tong Siu, acusou o então aluno de Ph.D. de Yau, Gang Tian, de plágio. Na época, Yau defendeu Tian contra as alegações.[YN19] Nos anos 2000, Yau passou a repetir as acusações de Siu, dizendo considerar a dupla posição de Tian na Princeton University e na Peking University pouco ética, dada sua alta remuneração pela Universidade de Pequim em comparação com outros professores e estudantes que contribuíam mais ativamente para a instituição.[30][YN19] A Science abordou o fenômeno mais amplo dessas posições na China, tendo Tian e Yau como figuras centrais.[31]
- Nasar e Gruber afirmam que, por não ter produzido trabalho notável desde meados da década de 1980, Yau tentou reconquistar destaque alegando que Xi-Ping Zhu e seu ex-aluno Huai-Dong Cao teriam resolvido as conjecturas de Thurston e de Poincaré, baseando-se apenas parcialmente nas ideias de Perelman. Nasar e Gruber citam Yau como tendo concordado com o diretor interino de um de seus centros de matemática, que, em uma coletiva de imprensa, teria atribuído a Cao e Zhu 30% do crédito pela resolução das conjecturas, enquanto Perelman teria recebido apenas 25% (com o restante indo para Richard Hamilton). Alguns meses depois, em um segmento do programa All Things Considered da NPR, a revisão de uma gravação de áudio da coletiva constatou que nem Yau nem o diretor interino fizeram tal afirmação.[32]

Yau alegou que o artigo de Nasar e Gruber seria difamatório e conteria várias inverdades, sem oferecer-lhe a oportunidade de apresentar sua versão das disputas. Ele considerou a possibilidade de processar a revista, alegando prejuízos profissionais, mas diz ter concluído que não estava claro o que tal ação poderia alcançar.[YN19] Ele criou um site de relações públicas, com cartas de resposta ao artigo da New Yorker escritas por vários matemáticos, incluindo ele próprio e dois outros citados no texto.
Em sua autobiografia, Yau afirmou que declarações feitas em 2006, como ao dizer que Cao e Zhu apresentaram “o primeiro relato completo e detalhado da prova da conjectura de Poincaré,” deveriam ter sido redigidas de forma mais cautelosa. Embora ele de fato considere o trabalho de Cao e Zhu como o primeiro e mais rigorosamente detalhado sobre as ideias de Perelman, acha que deveria ter destacado que eles “não superaram o trabalho de Perelman em nenhum aspecto.”[YN19] Ele também mantém a visão de que (até 2019) as etapas finais da prova de Perelman deveriam ser mais bem compreendidas pela comunidade matemática, com a possibilidade correspondente de que erros despercebidos pudessem existir.

## Contribuições técnicas para a matemática
Yau produziu diversas contribuições fundamentais de pesquisa, centradas em geometria diferencial e em sua aparição em outros campos da matemática e da ciência. Além disso, compilou listas influentes de problemas em aberto na geometria diferencial, incluindo tanto velhas conjecturas já conhecidas, quanto novas propostas e questões. Duas das listas de problemas mais amplamente citadas de Yau, dos anos 1980, foram atualizadas com notas sobre progressos até 2014. Particularmente conhecidas são a conjectura sobre a existência de hipersuperfícies mínimas e a conjectura sobre a geometria espectral de hipersuperfícies mínimas.

### Conjectura de Calabi
Em 1978, ao estudar a Monge–Ampère complexa, Yau resolveu a conjectura de Calabi, proposta por Eugenio Calabi em 1954.[Y78a] Como caso especial, ele demonstrou que métricas Kähler–Einstein existem em qualquer variedade Kähler fechada cuja classe de Chern seja não positiva. O método de Yau adaptou trabalhos anteriores de Calabi, Jürgen Moser e Aleksei Pogorelov, desenvolvidos para equações diferenciais parciais quase lineares e para a equação de Monge–Ampère real, aplicando-os ao contexto da equação de Monge–Ampère complexa.
- Em geometria diferencial, o teorema de Yau é significativo por provar a existência geral de variedades compactas de holonomia especial; qualquer variedade Kähler simplesmente conexa e fechada que seja Ricci-plana deve ter seu grupo de holonomia contido no grupo unitário especial, segundo o teorema de Ambrose–Singer.[39] Exemplos de variedades Riemannianas fechadas com outros grupos de holonomia especial foram encontrados por Dominic Joyce e Peter Kronheimer, embora nenhuma proposta para resultados gerais de existência, análogos à conjectura de Calabi, tenha sido bem-sucedida no caso desses outros grupos.[36]
- Em geometria algébrica, a existência de métricas canônicas conforme proposto por Calabi permite fornecer representantes igualmente canônicos para classes características, via formas diferenciais. Devido ao esforço inicial de Yau em tentar refutar a conjectura de Calabi por meio de contradições em tais contextos, ele foi capaz de obter consequências impressionantes da própria conjectura.[Y77] Em particular, a conjectura de Calabi implica a desigualdade de Miyaoka–Yau sobre os números de Chern de superfícies, além de caracterizações homotópicas das estruturas complexas do plano projetivo complexo e de cocientes da bola unitária complexa bidimensional.[35][39]
- Um caso especial da conjectura de Calabi afirma que uma métrica Kähler de curvatura Ricci nula deve existir em qualquer variedade Kähler cuja primeira classe de Chern seja zero.[35] Em teoria das cordas, descobriu-se em 1985, com Philip Candelas, Gary Horowitz, Andrew Strominger e Edward Witten, que essas “variedades de Calabi–Yau,” devido à sua holonomia especial, são os espaços de configuração apropriados para supercordas. Por essa razão, a resolução da conjectura de Calabi por Yau é considerada fundamental na teoria das cordas moderna.[40][41][42]

O entendimento da conjectura de Calabi em regime não compacto é menos conclusivo. Gang Tian e Yau estenderam a análise de Yau da equação de Monge–Ampère complexa ao caso não compacto, onde o uso de funções de corte e as estimativas integrais correspondentes necessitou da hipótese de controle geométrico próximo ao “infinito”.[TY90] Assim, o problema reduz-se a verificar a existência de métricas Kähler com tais propriedades assintóticas; Tian e Yau obtiveram essas métricas para certas variedades complexas quase projetivas suaves (smooth). Posteriormente, eles estenderam o resultado para permitir orbifolds.[TY91] Com Brian Greene, Alfred Shapere e Cumrun Vafa, Yau introduziu um ansatz para uma métrica Kähler sobre o conjunto de pontos regulares de certas aplicações holomorfas sobrejetoras, com curvatura Ricci aproximadamente zero.[G+90] Aplicaram então o teorema de existência de Tian–Yau para construir uma métrica Kähler exata Ricci-nula. O ansatz de Greene–Shapere–Vafa–Yau e sua generalização natural, hoje conhecida como “métrica semi-plana,” tornaram-se importantes em diversas análises de problemas de geometria Kähler.

### Curvatura escalar e relatividade geral
O teorema da energia positiva, obtido por Yau em colaboração com seu ex-orientando de doutorado Richard Schoen, pode ser descrito em termos físicos:

Na teoria da relatividade geral, de Einstein, a energia gravitacional de um sistema físico isolado é não negativa.
No entanto, é um teorema rigoroso de geometria diferencial e análise geométrica, no qual sistemas físicos são modelados por variedades Riemannianas com não negatividade de certa curvatura escalar generalizada. Assim, a abordagem de Schoen e Yau surgiu de seu estudo de variedades Riemannianas com curvatura escalar positiva, tema de interesse por si só. O ponto inicial da análise foi identificar uma forma simples, mas inédita, de inserir as equações de Gauss–Codazzi na fórmula de segunda variação da área de uma hipersuperfície mínima estável em uma variedade Riemanniana tridimensional. O teorema de Gauss–Bonnet então restringe fortemente a possível topologia de tal superfície, caso a variedade ambiente tenha curvatura escalar positiva.[SY79a]
Schoen e Yau exploraram essa observação encontrando maneiras originais de construir hipersuperfícies mínimas estáveis com várias propriedades controladas.[SY79a] Alguns de seus resultados de existência foram desenvolvidos simultaneamente e de forma independente por Jonathan Sacks e Karen Uhlenbeck, usando técnicas diferentes. Seu resultado fundamental trata da existência de imersões mínimas com comportamento topológico pré-definido. Como consequência do cálculo junto ao teorema de Gauss–Bonnet, eles deduziram que certas variedades tridimensionais topologicamente distintas não podem ter métricas Riemannianas de curvatura escalar não negativa.
Em seguida, adaptaram seu trabalho para analisar certos conjuntos de dados iniciais Riemannianos assintoticamente planos na relatividade geral. Eles provaram que a massa negativa permitiria recorrer ao problema de Plateau para construir superfícies mínimas estáveis que fossem geodesicamente completas. Um análogo não compacto de seu cálculo com o teorema de Gauss–Bonnet gera uma contradição lógica com a negatividade da massa. Assim, conseguiram provar o teorema da massa positiva no caso especial de seus conjuntos de dados iniciais Riemannianos.[SY79c]
Schoen e Yau estenderam o resultado ao caso lorentziano completo do teorema da massa positiva ao estudar uma equação diferencial parcial proposta por Pong-Soo Jang. Eles demonstraram que soluções para a equação de Jang existem se afastando do horizonte aparente de buracos negros, onde as soluções podem tender ao infinito.[SY81] Relacionando a geometria de um conjunto de dados iniciais lorentziano à geometria do gráfico de tal solução, interpretada como um conjunto de dados iniciais Riemanniano, Schoen e Yau comprovaram a forma geral do teorema de energia positiva. Além disso, a partir de uma reengenharia inversa da análise da equação de Jang, estabeleceram que qualquer concentração suficiente de energia em relatividade geral deve ser acompanhada por um horizonte aparente.[SY83]
Devido ao uso do teorema de Gauss–Bonnet, esses resultados ficavam inicialmente restritos às variedades Riemannianas tridimensionais e às variedades lorentzianas de quatro dimensões. Schoen e Yau elaboraram um método de indução sobre a dimensão, construindo métricas Riemannianas de curvatura escalar positiva em hipersuperfícies mínimas de variedades Riemannianas com curvatura escalar positiva.[SY79b] Essas hipersuperfícies mínimas, construídas por meio da teoria geométrica da medida de Frederick Almgren e Herbert Federer, em geral não são suaves em dimensões maiores, de modo que esses métodos funcionam diretamente apenas em variedades Riemannianas de dimensão inferior a oito. Sem restrição dimensional, Schoen e Yau provaram o teorema de energia positiva na classe das variedades localmente conformemente planas.[SY88] Em 2017, Schoen e Yau publicaram um preprint alegando resolver essas dificuldades, comprovando a indução sem restrição dimensional e validando o teorema da massa positiva Riemanniano em qualquer dimensão.
Gerhard Huisken e Yau estudaram mais detalhadamente a região assintótica de variedades Riemannianas com massa estritamente positiva. Huisken havia iniciado a análise do fluxo de curvatura média preservando volume em hipersuperfícies do espaço euclidiano. Huisken e Yau adaptaram esse trabalho ao caso Riemanniano, provando um teorema de existência de longo tempo e convergência do fluxo. Como corolário, estabeleceram uma nova propriedade geométrica de variedades com massa positiva, a saber, que suas regiões assintóticas são foliadas por superfícies de curvatura média constante.[HY96]

### Princípio do máximo de Omori–Yau
Tradicionalmente, a técnica do princípio do máximo só é aplicada diretamente em espaços compactos, pois neles os máximos certamente existem. Em 1967, Hideki Omori descobriu um princípio do máximo que se aplica a variedades Riemannianas não compactas cujas curvaturas seccionais sejam limitadas inferiormente. É trivial que existam máximos “aproximados”; Omori também provou a existência de máximos aproximados nos quais os valores de gradiente e derivadas de segunda ordem são controlados de modo adequado. Yau generalizou parcialmente o resultado de Omori ao exigir apenas um limite inferior para a curvatura de Ricci; essa extensão é conhecida como princípio do máximo de Omori–Yau.[Y75b] Tal generalidade é útil pois a curvatura de Ricci aparece na fórmula de Bochner, onde um limite inferior costuma ser necessário nas manipulações algébricas. Além de oferecer uma prova muito simples do próprio princípio, Shiu-Yuen Cheng e Yau mostraram que a suposição sobre a curvatura de Ricci pode ser substituída pela hipótese de existência de funções de corte com certa geometria controlável.[CY75]
Yau aplicou diretamente o princípio de Omori–Yau para generalizar o clássico lema de Schwarz–Pick da análise complexa. Lars Ahlfors e outros já haviam estendido esse lema para o contexto das superfícies de Riemann. Com suas abordagens, Yau conseguiu tratar o caso de uma aplicação de uma variedade Kähler completa (com limite inferior para a curvatura de Ricci) em uma variedade Hermitiana com curvatura bisseccional holomorfa limitada superiormente por um número negativo.[Y78b]
Cheng e Yau utilizaram amplamente sua versão do princípio de Omori–Yau para encontrar métricas Kähler–Einstein em variedades Kähler não compactas, segundo um ansatz desenvolvido por Charles Fefferman. As estimativas envolvidas no método da continuidade não eram tão complicadas quanto no trabalho original de Yau sobre a conjectura de Calabi, dado que Cheng e Yau só consideraram métricas Kähler–Einstein de curvatura escalar negativa. A questão mais sutil, na qual o trabalho anterior de Fefferman se tornou importante, diz respeito à completude geodésica. Em particular, Cheng e Yau puderam encontrar métricas Kähler–Einstein completas de curvatura escalar negativa em qualquer subconjunto aberto, limitado, suave e estritamente pseudoconvexo do espaço euclidiano complexo.[CY80] Isso pode ser visto como análogo, em geometria complexa, do modelo de bola de Poincaré no espaço hiperbólico.

### Inequações diferenciais de Harnack
As estimativas de gradiente de Yau, obtidas a partir do princípio de Omori–Yau, ficaram conhecidas como “inequações diferenciais de Harnack,” pois podem ser integradas em caminhos arbitrários para recuperar inequações do tipo Harnack, relacionando diretamente valores de uma solução de determinada equação diferencial em dois pontos. Yau e Shiu-Yuen Cheng−Yau introduziram essas estimativas no contexto de funções harmônicas em variedade Riemanniana, mas sua abrangência estende-se a cenários mais gerais.
Em 1986, Yau e Peter Li estenderam esses métodos para equações diferenciais parciais parabólicas em variedades Riemannianas.[LY86] Richard Hamilton adaptou suas generalizações para cenários geométricos, obtendo inequações diferenciais de Harnack na forma matricial. Análogos às inequações de Li–Yau e Hamilton–Li–Yau desempenham papel crucial na teoria do fluxo de Ricci, no qual Hamilton demonstrou uma inequação diferencial de Harnack na forma matricial para o operador de curvatura em certos fluxos de Ricci, e Grigori Perelman provou uma inequação diferencial de Harnack para soluções da equação do calor invertida acoplada a um fluxo de Ricci.
Cheng e Yau empregaram as inequações de Harnack para demonstrar que, sob certas condições geométricas, subvariedades fechadas de espaços Riemannianos ou pseudo-Riemannianos completos são elas próprias completas. Por exemplo, eles mostraram que, se M é uma hipersuperfície tipo espaço em espaço de Minkowski, topologicamente fechada e com curvatura média constante, a métrica Riemanniana induzida em M é completa.[CY76a] Analogamente, demonstraram que, se M é uma hiperesfera afim no espaço afim, topologicamente fechada, então a métrica afim induzida em M é completa.[CY86] Esses resultados são obtidos ao derivar uma inequação diferencial de Harnack para a (quadrado da) distância até um ponto específico e integrá-la em caminhos intrinsecamente definidos.

### Teorema Donaldson–Uhlenbeck–Yau
Em 1985, Simon Donaldson mostrou que, numa variedade projetiva não singular de dimensão complexa dois, um fibrado vetorial holomorfo admite uma conexão de Yang–Mills hermitiana se e somente se o fibrado for estável. Um resultado de Yau e Karen Uhlenbeck generalizou o de Donaldson para abranger variedades Kähler compactas de qualquer dimensão.[UY86] O método Uhlenbeck–Yau baseou-se em equações diferenciais parciais elípticas, enquanto o de Donaldson empregou equações diferenciais parciais parabólicas, de forma análoga ao trabalho de Eells e Sampson sobre aplicações harmônicas. Resultados de Donaldson e Uhlenbeck–Yau foram ampliados posteriormente por outros autores. O artigo de Uhlenbeck–Yau é importante por fundamentar claramente como a estabilidade do fibrado vetorial holomorfo relaciona-se às técnicas analíticas usadas na construção de uma conexão de Yang–Mills hermitiana. O mecanismo essencial é que, caso uma sequência aproximada de conexões hermitianas falhasse em convergir para a conexão de Yang–Mills, seria possível reescalonar essas conexões para que convergissem a um subsheaf, provando-se, via Teoria de Chern–Weil, que tal subsheaf é fator de desestabilização.
Tal como o teorema de Calabi–Yau, o teorema de Donaldson–Uhlenbeck–Yau também interessa à física teórica. Visando a uma formulação geral de supersimetria, Andrew Strominger incluiu a condição de Yang–Mills hermitiana em seu sistema de Strominger, uma proposta de extensão da condição de Calabi–Yau para variedades não Kähler. Ji-Xiang Fu e Yau propuseram um ansatz para solucionar o sistema de Strominger em determinadas variedades complexas tridimensionais, reduzindo o problema a uma equação de Monge–Ampère complexa, que eles resolveram.[FY08]
A solução de Yau para a conjectura de Calabi forneceu resposta praticamente completa à questão de como deformar métricas Kähler de variedades complexas compactas com primeira classe de Chern não positiva em métricas Kähler–Einstein.[Y78a] Akito Futaki demonstrou que a existência de campos vetoriais holomorfos pode se tornar um empecilho para a extensão direta desses resultados ao caso de variedades complexas com primeira classe de Chern positiva. Inspirado pelo teorema de Donaldson–Uhlenbeck–Yau, Yau propôs que a existência de métricas Kähler–Einstein deve estar ligada à estabilidade das variedades complexas no sentido da teoria geométrica de invariantes, analisando-se campos vetoriais holomorfos ao longo de imersões projetivas, em vez de campos vetoriais holomorfos na própria variedade. Pesquisas posteriores de Gang Tian e Simon Donaldson refinaram essa conjectura, que se tornou conhecida como conjectura Yau–Tian–Donaldson, relacionando métricas Kähler–Einstein à K-estabilidade. Em 2019, Xiuxiong Chen, Donaldson e Song Sun receberam o Prêmio Oswald Veblen pela resolução dessa conjectura.

### Problemas variacionais geométricos
Em 1982, Li e Yau resolveram a conjectura de Willmore no caso não mergulhado.[LY82] De forma mais exata, eles estabeleceram que, dada uma imersão suave de uma superfície fechada na 3-esfera que não seja um mergulho, a energia de Willmore está limitada inferiormente por 8π. Em 2012, Fernando Marques e André Neves mostraram que, no caso alternativo de um mergulho suave de um toro S1 × S1, a energia de Willmore está limitada inferiormente por 2π2. Em conjunto, esses resultados contemplam toda a conjectura de Willmore, formulada originalmente por Thomas Willmore em 1965. Embora as suposições e conclusões sejam semelhantes, as abordagens de Li–Yau e de Marques–Neves são distintas. Ainda assim, ambos se apoiam em esquemas de minimax estruturalmente aparentados. Marques e Neves empregaram a teoria de min-max de Almgren–Pitts do funcional de área desenvolvida na teoria geométrica da medida; já Li e Yau criaram um “invariante conformal”, interpretado como uma quantidade de minimax baseada na energia de Dirichlet. O principal trabalho de Li–Yau nesse artigo foi relacionar tal invariante conformal a outras quantidades geométricas.
William Meeks e Yau produziram resultados fundamentais sobre superfícies mínimas em variedades tridimensionais, revisitando pontos pendentes em trabalhos antigos de Jesse Douglas e Charles Morrey.[MY82] A partir dessas bases, Meeks, Leon Simon e Yau obtiveram resultados sobre superfícies em variedades Riemannianas tridimensionais que minimizam área dentro de sua classe de homologia.[MSY82] Eles conseguiram aplicações notáveis. Por exemplo, demonstraram que se M é uma 3-variedade orientável tal que toda imersão suave de uma 2-esfera pode ser estendida a uma imersão suave da bola unitária, então o mesmo ocorre em qualquer espaço de recobrimento de M. Curiosamente, o artigo de Meeks–Simon–Yau e o artigo fundamental de Hamilton sobre fluxo de Ricci, ambos de 1982, compartilham um resultado em comum — cada um demonstrado por métodos muito distintos —: qualquer variedade tridimensional simplesmente conexa e compacta com curvatura de Ricci positiva é difeomorfa à 3-esfera.

### Teoremas de rigidez geométrica
No estudo geométrico de subvariedades, tanto a geometria intrínseca quanto a extrínseca são relevantes. Elas se expressam, respectivamente, pela métrica Riemanniana intrínseca e pela segunda forma fundamental. Muitos geométras têm analisado os fenômenos derivados da imposição de constância em algum desses dados. Isso inclui casos especiais como a condição de superfície mínima, curvatura média constante ou subvariedades cuja métrica tenha curvatura escalar constante.
- O exemplo arquetípico é o problema de Bernstein, totalmente resolvido pelos trabalhos de James Simons, Enrico Bombieri, Ennio De Giorgi e Enrico Giusti nos anos 1960. Eles demonstraram que qualquer hipersuperfície mínima em forma de gráfico sobre o espaço euclidiano deve ser um plano em dimensões baixas, havendo contraexemplos em dimensões elevadas.[61] O passo crucial da prova de planaridade é a inexistência de hipersuperfícies mínimas cônicas não planas e estáveis em espaços euclidianos de dimensão baixa; isso recebeu uma demonstração sucinta de Richard Schoen, Leon Simon e Yau.[SSY75] A técnica de combinar a desigualdade de Simons com a fórmula de segunda variação de área tem sido usada frequentemente na literatura.[45][62]
- Dado esse fenômeno de dimensão crítica no problema clássico de Bernstein, é de certo modo surpreendente o fato — comprovado por Shiu-Yuen Cheng e Yau — de que não haja restrição dimensional na analogia lorentziana: qualquer hipersuperfície tipo espaço do espaço de Minkowski multidimensional, que seja um gráfico sobre o espaço euclidiano e tenha curvatura média zero, deve ser um plano.[CY76a] Sua prova recorre às técnicas do princípio do máximo, introduzidas por eles próprios para estabelecer estimativas de Harnack diferenciais.[CY75] Depois, utilizaram métodos semelhantes para apresentar uma nova prova da classificação de hiperesferas afins completas parabólica ou elíptica na geometria afim.[CY86]
- Em um de seus primeiros artigos, Yau considerou a extensão da condição de curvatura média constante a maiores codimensões, na qual pode-se interpretar a curvatura média como paralela (enquanto seção do fibrado normal) ou meramente de comprimento constante. No primeiro caso, Yau deu uma caracterização completa para superfícies bidimensionais em forma de espaços Riemannianos, obtendo resultados parciais no caso (mais fraco) do comprimento constante da curvatura média.[Y74] Alguns desses resultados foram encontrados de modo independente por Bang-Yen Chen.[63]
- Estendendo o trabalho de Philip Hartman e Louis Nirenberg sobre hipersuperfícies intrinsecamente planas em espaço euclidiano, Cheng e Yau analisaram hipersuperfícies de formas de espaço com curvatura escalar constante.[64] A principal ferramenta em sua análise foi a generalização da identidade diferencial de Hermann Weyl, utilizada na resolução do problema de imersão isométrica de Weyl.[CY77b]

Fora do escopo de problemas de rigidez de subvariedades, Yau adaptou o método de Jürgen Moser para provar desigualdades de tipo Caccioppoli, obtendo novos resultados de rigidez para funções em variedades Riemannianas completas. Um de seus resultados mais famosos diz que uma função sub-harmônica não pode ser positiva e pertencer simultaneamente a Lp a menos que seja constante.[Y76] Analogamente, em uma variedade Kähler completa, uma função holomorfa não pode ser Lp integrável a menos que seja constante.[Y76]

### Problema de Minkowski e equação de Monge–Ampère
O problema de Minkowski em geometria diferencial clássica pode ser visto como um problema de prescrever curvatura gaussiana. Na década de 1950, Louis Nirenberg e Aleksei Pogorelov resolveram esse problema para superfícies bidimensionais, explorando avanços recentes na equação de Monge–Ampère em domínios bidimensionais. Já na década de 1970, a compreensão da equação de Monge–Ampère em dimensões superiores ainda era limitada. Em 1976, Shiu-Yuen Cheng e Yau resolveram o problema de Minkowski em dimensão geral via o método da continuidade, recorrendo a estimativas geométricas completas em vez de ao arcabouço analítico da equação de Monge–Ampère.
Como consequência da solução do problema de Minkowski, Cheng e Yau puderam avançar no entendimento da equação de Monge–Ampère.[CY77a] A observação essencial foi que a transformada de Legendre de uma solução da equação de Monge–Ampère tem a curvatura gaussiana de seu gráfico prescrita por uma fórmula simples dependente do “termo de lado direito” da equação. Desse modo, eles comprovaram a resolubilidade geral do problema de Dirichlet para a equação de Monge–Ampère, questão até então em aberto para dimensões maiores que duas.
Os artigos de Cheng–Yau deram continuidade a certas ideias apresentadas em 1971 por Pogorelov, embora as publicações dele até então carecessem de detalhes relevantes. Pogorelov também publicou uma versão mais detalhada de suas ideias, de modo que hoje, em geral, a resolução desses problemas é atribuída a Cheng–Yau e Pogorelov. Hoje em dia, os métodos de Cheng–Yau e Pogorelov já não são tão comuns na literatura sobre a equação de Monge–Ampère, pois outros autores — em especial Luis Caffarelli, Nirenberg e Joel Spruck — desenvolveram métodos diretos que produzem resultados ainda mais abrangentes, sem recorrer ao problema de Minkowski.
Esferas afins são descritas naturalmente por soluções de certas equações de Monge–Ampère. Como a compreensão dessas equações é notavelmente mais complexa que a das esferas euclidianas, cuja geometria não é baseada em equação diferencial parcial, a classificação das esferas afins é substancialmente mais desafiadora. No caso “parabólico,” as esferas afins são classificadas como parabolóides pelos trabalhos sucessivos de Konrad Jörgens, Eugenio Calabi e Pogorelov. As esferas afins “elípticas” foram identificadas como elipsóides por Calabi. Já as esferas afins “hiperbólicas” exibem fenômenos mais complexos. Cheng e Yau provaram que elas são assintóticas a cones convexos, e recíproca e uniformemente todo cone convexo corresponde, por essa construção, a uma esfera afim hiperbólica.[CY86] Eles também forneceram novas demonstrações para as classificações anteriores de Calabi e Jörgens–Calabi–Pogorelov.

### Simetria de espelho
Uma variedade de Calabi-Yau é uma variedade Kähler compacta, Ricci-plana; como caso particular da prova de Yau para a conjectura de Calabi, sabe-se que tais variedades existem.[Y78a] A simetria de espelho, conjecturada pela física teórica a partir do final dos anos 1980, propõe que variedades de Calabi–Yau de dimensão complexa três podem ser agrupadas em pares que compartilham certas características, como os números de Euler e de Hodge. Seguindo essa proposta, Philip Candelas, Xenia de la Ossa, Paul Green e Linda Parkes sugeriram uma fórmula de geometria enumerativa codificando o número de curvas racionais de grau fixo em uma hipersuperfície quíntica geral do espaço projetivo complexo de dimensão quatro. Bong Lian, Kefeng Liu e Yau deram uma prova rigorosa de que essa fórmula é válida.[LLY97] Um ano antes, Alexander Givental havia publicado uma prova das “fórmulas de simetria de espelho”; segundo Lian, Liu e Yau, detalhes importantes do trabalho de Givental só foram completados após a publicação deles. As provas de Givental e de Lian–Liu–Yau, embora tenham pontos em comum, seguem linhas distintas, e cada uma tem exposições em livros-texto.
Os trabalhos de Givental e de Lian–Liu–Yau confirmam uma previsão feita pela conjectura de simetria de espelho sobre como as variedades de Calabi–Yau tridimensionais podem ser emparelhadas. No entanto, suas provas não dependem logicamente da conjectura, portanto não afetam diretamente a validade desta. Em colaboração com Andrew Strominger e Eric Zaslow, Yau propôs uma formulação geométrica de como a simetria de espelho poderia ser sistematicamente compreendida e provada verdadeira.[SYZ96] Segundo essa visão, cada variedade de Calabi–Yau de dimensão complexa três deve admitir um “folheamento” por toros especiais Lagrangianos, os quais são variedades tridimensionais minimamente mergulhadas na variedade Riemanniana de dimensão seis subjacente à estrutura Calabi–Yau. As variedades-espelho teriam, nesse desenho conjectural, folheamentos “duais”. O esquema de Strominger–Yau–Zaslow (SYZ) vem sendo refinado e modificado de diferentes maneiras desde 1996, constituindo-se uma visão de impacto na pesquisa atual de simetria de espelho, em contraste com a proposta de Maxim Kontsevich de “simetria de espelho homológica,” que abstrai o problema para estruturas puramente algébricas e de teoria das categorias no lugar de objetos geométricos.

### Geometria de comparação
Em um de seus primeiros artigos, escrito com Blaine Lawson, Yau obteve uma série de resultados fundamentais sobre a topologia de variedades Riemannianas fechadas com curvatura não positiva.[LY72] O “teorema do toro plano” deles caracteriza a existência de um toro mergulhado, plano e totalmente geodésico, em termos da álgebra do grupo fundamental. O “teorema de decomposição” afirma que, caso o grupo fundamental se decompuser como um produto direto maximalmente não comutativo, então a variedade também se decompõe de modo isométrico. Conclusões análogas foram obtidas à mesma época por Detlef Gromoll e Joseph Wolf. Esses resultados foram posteriormente estendidos a ações de grupos isométricos em espaços métricos de curvatura não positiva.
Jeff Cheeger e Yau estudaram o núcleo de calor (heat kernel) em variedades Riemannianas. Eles definiram o caso especial de métricas Riemannianas para as quais as esferas geodésicas possuam curvatura média constante, caracterizando-o pela simetria radial do núcleo de calor.[CY81] Em seguida, aplicando o método exponencial para transplante do núcleo de calor em uma bola geodésica, mostraram que, caso a variedade “modelo” simétrica subestime a curvatura de Ricci da variedade original, a função resultante torna-se subsolução da equação do calor. Consequentemente, obtiveram uma desigualdade inferior para o núcleo de calor em função de limites inferiores para a curvatura de Ricci. No caso específico de Ricci não negativa, Peter Li e Yau empregaram suas estimativas de gradiente para ampliar e melhorar as estimativas de Cheeger–Yau.[LY86]
Conhecido resultado de Yau (também descoberto independentemente por Calabi) diz que qualquer variedade Riemanniana não compacta com curvatura de Ricci não negativa deve apresentar crescimento volumétrico no mínimo linear.[Y76] Uma segunda prova, recorrendo à desigualdade de Bishop–Gromov em vez de métodos de função, foi encontrada por Cheeger, Mikhael Gromov e Michael Taylor.

### Geometria espectral
Dada uma variedade Riemanniana fechada e suave, com ou sem fronteira, a geometria espectral estuda os autovalores do operador de Laplace–Beltrami. Em caso de fronteira, o estudo é acoplado a condições de contorno (normalmente Dirichlet ou Neumann). Paul Yang e Yau demonstraram que, para variedades bidimensionais fechadas, o primeiro autovalor é limitado superiormente por uma fórmula explícita que depende apenas do gênero e do volume da variedade.[YY80] Antes disso, Yau havia modificado a análise da constante de Cheeger feita por Jeff Cheeger a fim de estimar por baixo o primeiro autovalor com base em dados geométricos.[Y75a]
Na década de 1910, Hermann Weyl demonstrou que, para condições de contorno de Dirichlet em um subconjunto aberto, limitado e suave do plano, os autovalores exibem um comportamento assintótico governado inteiramente pela área do domínio — o conhecido princípio de Weyl. Em 1960, George Pólya conjeturou que essa lei de Weyl ofereceria, na verdade, uma estimativa para cada autovalor individual, e não apenas para sua distribuição assintótica. Li e Yau provaram uma versão mais fraca da conjectura de Pólya, controlando as “médias” dos autovalores pela expressão dada na lei de Weyl.[LY83]
Em 1980, Li e Yau obtiveram uma série de novas desigualdades para autovalores do operador de Laplace–Beltrami, todas calcadas no princípio do máximo e nas estimativas diferenciais de Harnack introduzidas cinco anos antes por Yau e por Cheng–Yau.[LY80] É especialmente famosa a desigualdade sobre limites inferiores em termos de dados geométricos, sendo a primeira do tipo a dispensar hipóteses condicionais. Quase simultaneamente, Mikhael Gromov provou, usando métodos isoperimétricos, uma desigualdade semelhante, porém menos forte que a de Li–Yau. Em colaboração com Isadore Singer, Bun Wong e Shing-Toung Yau, Yau empregou o método de Li–Yau para obter uma estimativa do gradiente para a razão entre o primeiro e o segundo autovalores.[S+85] Analogamente à integração de estimativas de gradiente de Yau para produzir desigualdades de Harnack, eles conseguiram integrar essa estimativa e controlar o “espaçamento fundamental” (fundamental gap), isto é, a diferença entre o primeiro e o segundo autovalores. O trabalho de Singer–Wong–Yau–Yau inaugurou uma linha de investigações, por diversos autores, visando melhorar estimativas sobre o fundamental gap.
Em 1982, Yau listou catorze problemas relevantes em geometria espectral, incluindo a conjectura de Pólya acima mencionada.[Y82b] Uma das conjecturas de Yau, sobre o controle do tamanho dos conjuntos de nível de autofunções pelos valores correspondentes do autovalor, foi solucionada por Alexander Logunov e Eugenia Malinnikova, que receberam o Clay Research Award em 2017, em parte por esse trabalho.

### Geometria discreta e computacional
Em parceria com Xianfeng Gu, Yau analisou a computação numérica de mapeamentos conformes entre variedades bidimensionais (representadas como malhas discretizadas), incluindo a computação de mapeamentos uniformizantes prevista pelo teorema da uniformização. No caso de superfícies de gênero zero, um mapeamento é conforme se e somente se for harmônico, de modo que Gu e Yau puderam computar mapeamentos conformes via minimização direta de uma energia de Dirichlet discretizada.[GY02] Em gênero superior, os mapeamentos uniformizantes são obtidos de seus gradientes, determinados pela teoria de Hodge dos 1-formas fechadas e harmônicas.[GY02] O trabalho principal, portanto, é identificar discretizações numericamente eficazes da teoria clássica. A abordagem é suficientemente flexível para superfícies gerais com fronteira.[GY03] Juntamente com Tony Chan, Paul Thompson e Yalin Wang, Gu e Yau aplicaram seu método ao problema de “casar” superfícies cerebrais, tópico relevante em imagens médicas. No caso de gênero zero, mapeamentos conformes são definidos unicamente até a ação do grupo de Möbius. Ao otimizar uma energia do tipo Dirichlet para alinhar marcos cerebrais (landmarks), como o sulco central, obtiveram mapeamentos definidos pelos aspectos neurológicos relevantes.[G+04]
Em teoria dos grafos, Fan Chung e Yau desenvolveram extensivamente análogos de ideias e resultados da geometria Riemanniana, relativos a desigualdades de Harnack diferenciais, desigualdades de Sobolev e análises do kernel do calor, em trabalhos conjuntos com Ronald Graham e Alexander Grigor'yan, reunindo-os em forma de livro, “Spectral Graph Theory”. Posteriormente, introduziram a função de Green para grafos, interpretando-a como o pseudo-inverso do Laplaciano de grafo.[CY00] Suas contribuições aplicam-se diretamente ao estudo de tempos de batida de passeios aleatórios e temas correlatos.
Buscando contextos gerais em teoria dos grafos, Chung e Yau conceberam uma noção de Ricci-flatness para grafos. Yann Ollivier introduziu outra noção mais flexível de curvatura de Ricci no contexto de cadeias de Markov em espaços métricos. Yong Lin, Linyuan Lu e Yau analisaram essas ideias no caso de grafos, estudando a curvatura de Ollivier em grafos aleatórios no modelo de Erdős–Rényi.[LLY11] Lin e Yau trataram também das “desigualdades curvatura–dimensão” de Dominique Bakry e Michel Émery, relacionando-as à curvatura de Ollivier e ao conceito de Ricci-flatness introduzido por Chung–Yau.[LY10] Conseguiram também estabelecer limites inferiores gerais para as curvaturas de Bakry–Émery e Ollivier no caso de grafos localmente finitos.

## Prêmios e honrarias
Yau recebeu títulos de professor honorário em muitas universidades chinesas, como Hunan Normal University, Peking University, Nankai University e Tsinghua University. Recebeu também doutorados honorários em diversas universidades internacionais, entre elas Harvard University, Chinese University of Hong Kong e University of Waterloo. É membro estrangeiro das Academias Nacionais de Ciências da China, Índia e Rússia.
Seus prêmios incluem:
- 1975–1976, Sloan Fellow.
- 1981, Oswald Veblen Prize in Geometry.
- 1981, John J. Carty Award for the Advancement of Science, United States National Academy of Sciences.[88]
- 1982, Medalha Fields, por “suas contribuições a equações diferenciais parciais, à conjectura de Calabi em geometria algébrica, à conjectura de massa positiva na teoria da relatividade geral e às equações de Monge–Ampère reais e complexas.”
- 1982, eleito para a American Academy of Arts and Sciences
- 1982, Guggenheim Fellowship.
- 1984–1985, MacArthur Fellow.
- 1991, Humboldt Research Award, Alexander von Humboldt Foundation, Alemanha.
- 1993, eleito para a United States National Academy of Sciences
- 1994, Crafoord Prize.[89]
- 1997, National Medal of Science dos Estados Unidos.
- 2003, China International Scientific and Technological Cooperation Award, por “sua contribuição extraordinária à RPC em termos de avanços em ciência e tecnologia, e formação de pesquisadores.”
- 2010, Wolf Prize in Mathematics, “por seu trabalho em análise geométrica e física matemática.”[90]
- 2018, Marcel Grossmann Awards, “pela prova da positividade da massa total na teoria da relatividade geral e pelo aperfeiçoamento do conceito de massa quase-local, pela prova da conjectura de Calabi e por seu papel inspirador no estudo da física de buracos negros.”[91]
- 2023, Prêmio Shaw em Ciências Matemáticas.[92]

## Principais publicações
Artigos de pesquisa. Yau é autor de mais de quinhentos artigos. Abaixo listam-se alguns dos mais citados, apresentados na discussão acima:
| LY72. | Lawson, H. Blaine Jr.; Yau, Shing Tung (1972). «Compact manifolds of nonpositive curvature». Journal of Differential Geometry. 7 (1–2): 211–228. MR 0334083. Zbl 0266.53035. doi:10.4310/jdg/1214430828 |

| Y74. | Yau, Shing Tung (1974). «Submanifolds with constant mean curvature. I». American Journal of Mathematics. 96 (2): 346–366. JSTOR 2373638. MR 0370443. Zbl 0304.53041. doi:10.2307/2373638 |

| CY75. | Cheng, S. Y.; Yau, S. T. (1975). «Differential equations on Riemannian manifolds and their geometric applications». Communications on Pure and Applied Mathematics. 28 (3): 333–354. MR 0385749. Zbl 0312.53031. doi:10.1002/cpa.3160280303 |

| SSY75. | Schoen, R.; Simon, L.; Yau, S. T. (1975). «Curvature estimates for minimal hypersurfaces». Acta Mathematica. 134 (3–4): 275–288. MR 0423263. Zbl 0323.53039. doi:10.1007/BF02392104 |

| Y75a. | Yau, Shing Tung (1975). «Isoperimetric constants and the first eigenvalue of a compact Riemannian manifold». Annales Scientifiques de l'École Normale Supérieure. Quatrième Série. 8 (4): 487–507. MR 0397619. Zbl 0325.53039. doi:10.24033/asens.1299 |

| Y75b. | Yau, Shing Tung (1975). «Harmonic functions on complete Riemannian manifolds». Communications on Pure and Applied Mathematics. 28 (2): 201–228. MR 0431040. Zbl 0291.31002. doi:10.1002/cpa.3160280203 |

| CY76a. | Cheng, Shiu Yuen; Yau, Shing Tung (1976). «Maximal space-like hypersurfaces in the Lorentz–Minkowski spaces». Annals of Mathematics. Second Series. 104 (3): 407–419. JSTOR 1970963. MR 0431061. Zbl 0352.53021. doi:10.2307/1970963 |

| CY76b. | Cheng, Shiu Yuen; Yau, Shing Tung (1976). «On the regularity of the solution of the n-dimensional Minkowski problem». Communications on Pure and Applied Mathematics. 29 (5): 495–516. MR 0423267. Zbl 0363.53030. doi:10.1002/cpa.3160290504 |

| SY76. | Schoen, Richard; Yau, Shing Tung (1976). «Harmonic maps and the topology of stable hypersurfaces and manifolds with non-negative Ricci curvature». Commentarii Mathematici Helvetici. 51 (3): 333–341. MR 0438388. Zbl 0361.53040. doi:10.1007/BF02568161 |

| Y76. | Yau, Shing Tung (1976). «Some function-theoretic properties of complete Riemannian manifold and their applications to geometry». Indiana University Mathematics Journal. 25 (7): 659–670. MR 0417452. Zbl 0335.53041. doi:10.1512/iumj.1976.25.25051 Predefinição:Erratum |

| CY77a. | Cheng, Shiu Yuen; Yau, Shing Tung (1977). «On the regularity of the Monge–Ampère equation det(∂2u/∂xi∂xj) = F(x,u)». Communications on Pure and Applied Mathematics. 30 (1): 41–68. MR 0437805. Zbl 0347.35019. doi:10.1002/cpa.3160300104 |

| CY77b. | Cheng, Shiu Yuen; Yau, Shing Tung (1977). «Hypersurfaces with constant scalar curvature». Mathematische Annalen. 225 (3): 195–204. MR 0431043. Zbl 0349.53041. doi:10.1007/BF01425237 |

| Y77. | Yau, Shing Tung (1977). «Calabi's conjecture and some new results in algebraic geometry». Proceedings of the National Academy of Sciences of the United States of America. 74 (5): 1798–1799. Bibcode:1977PNAS...74.1798Y. MR 0451180. PMC 431004. PMID 16592394. Zbl 0355.32028. doi:10.1073/pnas.74.5.1798 |

| Y78a. | Yau, Shing Tung (1978). «On the Ricci curvature of a compact Kähler manifold and the complex Monge–Ampère equation. I». Communications on Pure and Applied Mathematics. 31 (3): 339–411. MR 0480350. Zbl 0369.53059. doi:10.1002/cpa.3160310304 |

| Y78b. | Yau, Shing Tung (1978). «A general Schwarz lemma for Kähler manifolds». American Journal of Mathematics. 100 (1): 197–203. JSTOR 2373880. MR 0486659. Zbl 0424.53040. doi:10.2307/2373880 |

| SY79a. | Schoen, R.; Yau, Shing Tung (1979). «Existence of incompressible minimal surfaces and the topology of three-dimensional manifolds with nonnegative scalar curvature». Annals of Mathematics. Second Series. 110 (1): 127–142. JSTOR 1971247. MR 0541332. Zbl 0431.53051. doi:10.2307/1971247 |

| SY79b. | Schoen, R.; Yau, S. T. (1979). «On the structure of manifolds with positive scalar curvature». Manuscripta Mathematica. 28 (1–3): 159–183. MR 0535700. Zbl 0423.53032. doi:10.1007/BF01647970 |

| SY79c. | Schoen, Richard; Yau, Shing Tung (1979). «On the proof of the positive mass conjecture in general relativity». Communications in Mathematical Physics. 65 (1): 45–76. Bibcode:1979CMaPh..65...45S. MR 0526976. Zbl 0405.53045. doi:10.1007/BF01940959 |

| CY80. | Cheng, Shiu Yuen; Yau, Shing Tung (1980). «On the existence of a complete Kähler metric on noncompact complex manifolds and the regularity of Fefferman's equation». Communications on Pure and Applied Mathematics. 33 (4): 507–544. MR 0575736. Zbl 0506.53031. doi:10.1002/cpa.3160330404 |

| LY80. | Li, Peter; Yau, Shing Tung (1980). «Estimates of eigenvalues of a compact Riemannian manifold». In: Osserman, Robert; Weinstein, Alan. Geometry of the Laplace Operator. University of Hawaii, Honolulu (27–30 de março de 1979). Proceedings of Symposia in Pure Mathematics. 36. Providence, RI: American Mathematical Society. pp. 205–239. ISBN 978-0-8218-1439-0. MR 0573435. Zbl 0441.58014. doi:10.1090/pspum/036 |

| SY80. | Siu, Yum Tong; Yau, Shing Tung (1980). «Compact Kähler manifolds of positive bisectional curvature». Inventiones Mathematicae. 59 (2): 189–204. Bibcode:1980InMat..59..189S. MR 0577360. Zbl 0442.53056. doi:10.1007/BF01390043 |

| YY80. | Yang, Paul C.; Yau, Shing Tung (1980). «Eigenvalues of the Laplacian of compact Riemann surfaces and minimal submanifolds». Annali della Scuola Normale Superiore di Pisa. Classe di Scienze. Serie IV. 7 (1): 55–63. MR 0577325. Zbl 0446.58017 |

| CY81. | Cheeger, Jeff; Yau, Shing-Tung (1981). «A lower bound for the heat kernel». Communications on Pure and Applied Mathematics. 34 (4): 465–480. MR 0615626. Zbl 0481.35003. doi:10.1002/cpa.3160340404 |

| CLY81. | Cheng, Siu Yuen; Li, Peter; Yau, Shing-Tung (1981). «On the upper estimate of the heat kernel of a complete Riemannian manifold». American Journal of Mathematics. 103 (5): 1021–1063. JSTOR 2374257. MR 0630777. Zbl 0484.53035. doi:10.2307/2374257 |

| SY81. | Schoen, Richard; Yau, Shing Tung (1981). «Proof of the positive mass theorem. II». Communications in Mathematical Physics. 79 (2): 231–260. Bibcode:1981CMaPh..79..231S. MR 0612249. Zbl 0494.53028. doi:10.1007/BF01942062 |

| LY82. | Li, Peter; Yau, Shing Tung (1982). «A new conformal invariant and its applications to the Willmore conjecture and the first eigenvalue of compact surfaces». Inventiones Mathematicae. 69 (2): 269–291. Bibcode:1982InMat..69..269L. MR 0674407. Zbl 0503.53042. doi:10.1007/BF01399507 |

| MSY82. | Meeks, William III; Simon, Leon; Yau, Shing Tung (1982). «Embedded minimal surfaces, exotic spheres, and manifolds with positive Ricci curvature». Annals of Mathematics. Second Series. 116 (3): 621–659. JSTOR 2007026. MR 0678484. Zbl 0521.53007. doi:10.2307/2007026 |

| MY82. | Meeks, William H. III; Yau, Shing Tung (1982). «The classical Plateau problem and the topology of three-dimensional manifolds. The embedding of the solution given by Douglas–Morrey and an analytic proof of Dehn's lemma». Topology. 21 (4): 409–442. MR 0670745. Zbl 0489.57002. doi:10.1016/0040-9383(82)90021-0 |

| LY83. | Li, Peter; Yau, Shing Tung (1983). «On the Schrödinger equation and the eigenvalue problem». Communications in Mathematical Physics. 88 (3): 309–318. Bibcode:1983CMaPh..88..309L. MR 0701919. Zbl 0554.35029. doi:10.1007/BF01213210 |

| SY83. | Schoen, Richard; Yau, S. T. (1983). «The existence of a black hole due to condensation of matter». Communications in Mathematical Physics. 90 (4): 575–579. Bibcode:1983CMaPh..90..575S. MR 0719436. Zbl 0541.53054. doi:10.1007/BF01216187 |

| S+85. | Singer, I. M.; Wong, Bun; Yau, Shing-Tung; Yau, Stephen S.-T. (1985). «An estimate of the gap of the first two eigenvalues in the Schrödinger operator». Annali della Scuola Normale Superiore di Pisa. Classe di Scienze. Serie IV. 12 (2): 319–333. MR 0829055. Zbl 0603.35070 |

| CY86. | Cheng, Shiu Yuen; Yau, Shing-Tung (1986). «Complete affine hypersurfaces. I. The completeness of affine metrics». Communications on Pure and Applied Mathematics. 39 (6): 839–866. MR 0859275. Zbl 0623.53002. doi:10.1002/cpa.3160390606 |

| LY86. | Li, Peter; Yau, Shing-Tung (1986). «On the parabolic kernel of the Schrödinger operator». Acta Mathematica. 156 (3–4): 153–201. MR 0834612. Zbl 0611.58045. doi:10.1007/bf02399203 |

| UY86. | Uhlenbeck, K.; Yau, S.-T. (1986). «On the existence of Hermitian–Yang–Mills connections in stable vector bundles». Communications on Pure and Applied Mathematics. 39 (S): 257–293. MR 0861491. Zbl 0615.58045. doi:10.1002/cpa.3160390714 Predefinição:Erratum |

| SY88. | Schoen, R.; Yau, S.-T. (1988). «Conformally flat manifolds, Kleinian groups and scalar curvature». Inventiones Mathematicae. 92 (1): 47–71. Bibcode:1988InMat..92...47S. MR 0931204. Zbl 0658.53038. doi:10.1007/BF01393992 |

| G+90. | Greene, Brian R.; Shapere, Alfred; Vafa, Cumrun; Yau, Shing-Tung (1990). «Stringy cosmic strings and noncompact Calabi–Yau manifolds». Nuclear Physics B. 337 (1): 1–36. Bibcode:1990NuPhB.337....1G. MR 1059826. Zbl 0744.53045. doi:10.1016/0550-3213(90)90248-C |

| TY90. | Tian, G.; Yau, Shing-Tung (1990). «Complete Kähler manifolds with zero Ricci curvature. I». Journal of the American Mathematical Society. 3 (3): 579–609. MR 1040196. Zbl 0719.53041. doi:10.1090/S0894-0347-1990-1040196-6 |

| TY91. | Tian, Gang; Yau, Shing-Tung (1991). «Complete Kähler manifolds with zero Ricci curvature. II». Inventiones Mathematicae. 106 (1): 27–60. Bibcode:1991InMat.106...27T. MR 1123371. Zbl 0766.53053. doi:10.1007/BF01243902 |

| HY96. | Huisken, Gerhard; Yau, Shing-Tung (1996). «Definition of center of mass for isolated physical systems and unique foliations by stable spheres with constant mean curvature». Inventiones Mathematicae. 124 (1–3): 281–311. Bibcode:1996InMat.124..281H. MR 1369419. Zbl 0858.53071. doi:10.1007/s002220050054. hdl:11858/00-001M-0000-0013-5B63-3 |

| SYZ96. | Strominger, Andrew; Yau, Shing-Tung; Zaslow, Eric (1996). «Mirror symmetry is T-duality». Nuclear Physics B. 479 (1–2): 243–259. Bibcode:1996NuPhB.479..243S. MR 1429831. Zbl 0896.14024. arXiv:hep-th/9606040. doi:10.1016/0550-3213(96)00434-8 |

| LLY97. | Lian, Bong H.; Liu, Kefeng; Yau, Shing-Tung (1997). «Mirror principle. I». Asian Journal of Mathematics. 1 (4): 729–763. Bibcode:1997alg.geom.12011L. MR 1621573. Zbl 0953.14026. arXiv:alg-geom/9712011. doi:10.4310/AJM.1997.v1.n4.a5 |

| CY00. | Chung, Fan; Yau, S.-T. (2000). «Discrete Green's functions». Journal of Combinatorial Theory. Series A. 91 (1–2): 191–214. MR 1779780. Zbl 0963.65120. doi:10.1006/jcta.2000.3094 |

| GY02. | Gu, Xianfeng; Yau, Shing-Tung (2002). «Computing conformal structures of surfaces». Communications in Information and Systems. 2 (2): 121–145. Bibcode:2002cs.......12043G. MR 1958012. Zbl 1092.14514. arXiv:cs/0212043. doi:10.4310/CIS.2002.v2.n2.a2 |

| GY03. | Gu, Xianfeng; Yau, Shing Tung (2003). «Global conformal surface parameterization». In: Kobbelt, Leif; Schroeder, Peter; Hoppe, Hugues. Eurographics Symposium on Geometry Processing (Aachen, Germany, 23–25 de junho de 2003). Goslar, Germany: Eurographics Association. pp. 127–137. doi:10.2312/SGP/SGP03/127-137 |

| G+04. | Gu, Xianfeng; Wang, Yalin; Chan, Tony F.; Thompson, Paul M.; Yau, Shing-Tung (2004). «Genus zero surface conformal mapping and its application to brain surface mapping». IEEE Transactions on Medical Imaging. 28 (8): 949–958. PMID 15338729. doi:10.1109/TMI.2004.831226 |

| FY08. | Fu, Ji-Xiang; Yau, Shing-Tung (2008). «The theory of superstring with flux on non-Kähler manifolds and the complex Monge–Ampère equation». Journal of Differential Geometry. 78 (3): 369–428. MR 2396248. Zbl 1141.53036. arXiv:hep-th/0604063. doi:10.4310/jdg/1207834550 |

| LY10. | Lin, Yong; Yau, Shing-Tung (2010). «Ricci curvature and eigenvalue estimate on locally finite graphs». Mathematical Research Letters. 17 (2): 343–356. MR 2644381. Zbl 1232.31003. doi:10.4310/MRL.2010.v17.n2.a13 |

| LLY11. | Lin, Yong; Lu, Linyuan; Yau, Shing-Tung (2011). «Ricci curvature of graphs». Tohoku Mathematical Journal. Second Series. 63 (4): 605–627. MR 2872958. Zbl 1237.05204. doi:10.2748/tmj/1325886283 |

Artigos de levantamento (survey) e publicações de obras selecionadas.
| Y82a. | Yau, Shing Tung (1982). «Survey on partial differential equations in differential geometry». In: Yau, Shing-Tung. Seminar on Differential Geometry. Annals of Mathematics Studies. 102. Princeton, NJ: Princeton University Press. pp. 3–71. ISBN 978-1-4008-8191-8. MR 0645729. Zbl 0478.53001. doi:10.1515/9781400881918-002 |

| Y82b. | Yau, Shing Tung (1982). «Problem section». In: Yau, Shing-Tung. Seminar on Differential Geometry. Annals of Mathematics Studies. 102. Princeton, NJ: Princeton University Press. pp. 669–706. ISBN 978-1-4008-8191-8. MR 0645762. Zbl 0479.53001. doi:10.1515/9781400881918-035 |

| Y87. | Yau, Shing-Tung (1987). «Nonlinear analysis in geometry». L'Enseignement Mathématique. Revue Internationale. 2e Série. 33 (1–2): 109–158. MR 0896385. Zbl 0631.53002. doi:10.5169/seals-87888 |

| Y93. | Yau, Shing-Tung (1993). «Open problems in geometry». In: Greene, Robert; Yau, S. T. Differential Geometry: Partial Differential Equations on Manifolds. American Mathematical Society Summer Institute on Differential Geometry (University of California, Los Angeles, 9–27 de julho de 1990). Proceedings of Symposia in Pure Mathematics. 54. Providence, RI: American Mathematical Society. pp. 1–28. ISBN 978-0-8218-1494-9. MR 1216573. Zbl 0801.53001. doi:10.1090/pspum/054.1 |

| Y00. | Yau, S.-T. (2000). «Review of geometry and analysis». Asian Journal of Mathematics. 4 (1): 235–278. MR 1803723. Zbl 1031.53004. doi:10.4310/AJM.2000.v4.n1.a16 |

| Y06. | Yau, Shing-Tung (2006). «Perspectives on geometric analysis». In: Yau, Shing-Tung. Essays in geometry in memory of S.S. Chern. Surveys in Differential Geometry. 10. Somerville, MA: International Press. pp. 275–379. MR 2408227. Zbl 1138.53004. arXiv:math/0602363. doi:10.4310/SDG.2005.v10.n1.a8 |

| Y14a. | Ji, Lizhen; Li, Peter; Liu, Kefeng; Schoen, Richard, eds. (2014a). Selected expository works of Shing-Tung Yau with commentary. Vol. I. Advanced Lectures in Mathematics. 28. Somerville, MA: International Press. ISBN 978-1-57146-293-0. MR 3307244. Zbl 1401.01045 |

| Y14b. | Ji, Lizhen; Li, Peter; Liu, Kefeng; Schoen, Richard, eds. (2014b). Selected expository works of Shing-Tung Yau with commentary. Vol. II. Advanced Lectures in Mathematics. 29. Somerville, MA: International Press. ISBN 978-1-57146-294-7. MR 3307245. Zbl 1401.01046 |

| Y19a. | Cao, Huai-Dong; Li, Jun; Schoen, Richard, eds. (2019a). Selected works of Shing-Tung Yau. Part I: 1971–1991. Volume 1: Metric geometry and minimal submanifolds. Somerville, MA: International Press. ISBN 978-1-57146-376-0. Zbl 1412.01037 |

| Y19b. | Cao, Huai-Dong; Li, Jun; Schoen, Richard, eds. (2019b). Selected works of Shing-Tung Yau. Part I: 1971–1991. Volume 2: Metric geometry and harmonic functions. Somerville, MA: International Press. ISBN 978-1-57146-377-7. Zbl 1412.01038 |

| Y19c. | Cao, Huai-Dong; Li, Jun; Schoen, Richard, eds. (2019c). Selected works of Shing-Tung Yau. Part I: 1971–1991. Volume 3: Eigenvalues and general relativity. Somerville, MA: International Press. ISBN 978-1-57146-378-4. Zbl 1412.01039 |

| Y19d. | Cao, Huai-Dong; Li, Jun; Schoen, Richard, eds. (2019d). Selected works of Shing-Tung Yau. Part I: 1971–1991. Volume 4: Kähler geometry I. Somerville, MA: International Press. ISBN 978-1-57146-379-1. Zbl 1412.01040 |

| Y19e. | Cao, Huai-Dong; Li, Jun; Schoen, Richard, eds. (2019e). Selected works of Shing-Tung Yau. Part I: 1971–1991. Volume 5: Kähler geometry II. Somerville, MA: International Press. ISBN 978-1-57146-380-7. Zbl 1412.01041 |

Livros-texto e monografias técnicas.
| SY94. | Schoen, R.; Yau, S.-T. (1994). Lectures on differential geometry. Col: Conference Proceedings and Lecture Notes in Geometry and Topology. 1. Lecture notes prepared by Wei Yue Ding, Kung Ching Chang, Jia Qing Zhong and Yi Chao Xu. Translated from the Chinese by Ding and S. Y. Cheng. Preface translated from the Chinese by Kaising Tso. Cambridge, MA: International Press. ISBN 1-57146-012-8. MR 1333601. Zbl 0830.53001 |

| SY97. | Schoen, R.; Yau, S. T. (1997). Lectures on harmonic maps. Col: Conference Proceedings and Lecture Notes in Geometry and Topology. 2. Cambridge, MA: International Press. ISBN 1-57146-002-0. MR 1474501. Zbl 0886.53004 |

| SY98. | Salaff, Stephen; Yau, Shing-Tung (1998). Ordinary differential equations Second ed. Cambridge, MA: International Press. ISBN 1-57146-065-9. MR 1691427. Zbl 1089.34500 |

| GY08. | Gu, Xianfeng David; Yau, Shing-Tung (2008). Computational conformal geometry. Col: Advanced Lectures in Mathematics. 3. Somerville, MA: International Press. ISBN 978-1-57146-171-1. MR 2439718 |

Livros de divulgação.
| YN10. | Yau, Shing-Tung; Nadis, Steve (2010). The shape of inner space. String theory and the geometry of the universe's hidden dimensions. New York: Basic Books. ISBN 978-0-465-02023-2. MR 2722198. Zbl 1235.00025 |

| NY13. | Nadis, Steve; Yau, Shing-Tung (2013). A history in sum. 150 years of mathematics at Harvard (1825–1975). Cambridge, MA: Harvard University Press. ISBN 978-0-674-72500-3. MR 3100544. Zbl 1290.01005 |

| NY15. | Nadis, Steve; Yau, Shing-Tung (2015). From the Great Wall to the great collider: China and the quest to uncover the inner workings of the universe. Somerville, MA: International Press. ISBN 978-1571463104 |

| YN19. | Yau, Shing-Tung; Nadis, Steve (2019). The shape of a life. One mathematician's search for the universe's hidden geometry. New Haven, CT: Yale University Press. ISBN 978-0-300-23590-6. MR 3930611. Zbl 1435.32001 |

| NY24. | Nadis, Steve; Yau, Shing-Tung (2024). The gravity of math: how geometry rules the universe. New York: Basic Books. ISBN 978-1541604292 |